# Záušnice

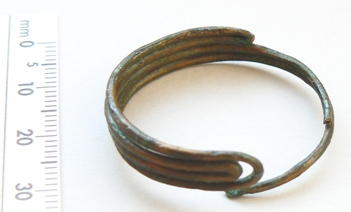
Bronzová záušnice z únětické kultury z hrobu v Brně-Tuřanech

Záušnice je šperk, který se nosí za uchem. Záušnice se nosívaly vetknuté do kožené nebo textilní čelenky. Někdy se nasazuje za ucho, potom drží na uchu obdobně jako brýle, není tedy na boltci a není nutná perforace ucha. Často mívala esovitý tvar.  Moderní záušnice bývají doplněné o řetízky.
Záušnice byly rozšířené ve starověkých kulturách a ve středověku. I v současnosti jsou v nabídce některých šperkařství.

## Moderní záušnice
V současnosti je záušnice praktickým řešením pro ty, kteří zvažují piercing, ale nechtějí podstupovat bolestivou aplikaci. Tento typ neinvazivního piercingu umožňuje nosit ozdobný šperk bez toho, aby bylo nutné podstoupit nastřelování ucha či nosu. Na daném místě drží jednoduchým přimáčknutím záušnice na boltec nebo nosní přepážku. Dnes jsou záušnice vyráběné z různých materiálů, a to včetně zlata, stříbra i chirurgické oceli. 